# Gerhard Nikolaus
Gerhard „Niko“ Nikolaus (* 31. Januar 1948 in Cuxhaven; † 31. März 2023 ebenda) war ein deutscher Ornithologe und Naturschützer.

## Leben und Wirken
Nikolaus interessierte sich schon früh für die Vogelbeobachtung. Nach dem Studium der Kulturtechnik und Wasserwirtschaft in Suderburg konzentrierte sich sein berufliches Interesse hauptsächlich auf die Ornithologie.
Für seine wissenschaftlichen Untersuchungen nutzte er bevorzugt die Methode der Vogelberingung. So engagierte er sich ab 1971 als Vogelwächter an den Knechtsänden als Beringer für das Institut für Vogelforschung „Vogelwarte Helgoland“. Auch war er für die Vogelwarte Radolfzell tätig. Die meisten Vögel beringte er allerdings außerhalb Deutschlands. Selbst unter schwierigsten Bedingungen gelang es ihm immer wieder, entsprechende Zielarten zu fangen und zu beringen.
Nikolaus unternahm zahlreiche Reisen in verschiedene Regionen der Welt. Zu erwähnen sind insbesondere seine langjährigen Forschungen über die Avifauna Afrikas. Ab 1977 beringte er in größerem Umfang Vögel im Sudan. Seine Publikationen Distribution Atlas of Sudan’s Birds with notes on Habitat and Status (1987) oder gemeinsam mit John Sidney Ash Birds of South Sudan (1989) zeigen sein Engagement zur Erforschung von Vögeln in einem bis dato wenig erforschten Verbreitungsgebiet. Zusätzlich publizierte er mehrere kleinere Artikel zur Avifauna des Landes, z. B. Notes on some birds new to South Sudan (1979), The first record of the Basra reed warbler in the Sudan (1979) oder Palearctic migrants new to the North Sudan (1981).
Später folgten Forschungsreisen, unter anderem nach Guinea, Kenia, Marokko, Nigeria, Oman, Saudi-Arabien, Russland und in die Ukraine. Nikolaus bemühte sich, neben seinen eigenen Beringungen auch Wiederfunde in diesen Gebieten zu sichern. So besuchte er beispielsweise die Vogelmärkte in diesen Ländern und kaufte den Händlern viele beringte Vögel ab. Die Daten ließ er den Beringungszentralen zukommen, wobei er seine Ergebnisse auch Kollegen und anderen Interessierten zur Verfügung stellte.
Neben Vögeln sammelte Nikolaus auch Säugetiere. So sind zum Beispiel im Museum Koenig die von ihm gesammelten Exemplare der nach Gordon Barclay Corbet benannten Corbet-Waldspitzmaus (Sylvisorex corbeti), der Westlichen Lamellenzahnratte (Otomys occidentalis) und der Dunklen Weichhaarmaus (Praomys obscurus) zu finden. Im  Staatlichen Museum für Naturkunde Stuttgart befinden sich einige seiner Sammlerstücke, darunter zum Beispiel die Hartwigs Weichhaarmaus (Praomys hartwigi Eisentraut, 1968) oder die nach ihm und seiner Frau benannten Mäuse. Im Field Museum of Natural History befindet sich zumindest ein Vogelbalg der Zimtweber-Unterart (Ploceus badius axillaris (Heuglin, 1867)).
Nikolaus verstarb in Folge einer Krebserkrankung. Seine Asche wurde auf seinen Wunsch hin in der Nordsee verstreut.

## Trivia
Im Jahr 2014 berichteten Der Spiegel und Die Tageszeitung über einen Zwischenfall im Air-France-Flug AF724 nach Guinea. Nikolaus befand sich als Vertreter Niedersachsens auf dem Weg nach Guinea, um dort Vögel zu zählen. In Paris wurden zwei Abschiebehäftlinge an Bord gebracht. Zunächst bat Nikolaus darum, ihm einen anderen Platz zuzuweisen, da er die Schreie der Afrikaner nicht ertragen konnte. Als dies aus Platzmangel abgelehnt wurde, bat er die Polizisten, den Flüchtlingen zumindest die Handschellen zu lockern. Die Situation eskalierte und Nikolaus wurde mit zwei anderen Passagieren aus dem Flugzeug geleitet. Bei seiner Rückkehr nach Bremen wurde ihm erklärt, dass er sich als Repräsentant des Landes Niedersachsen nicht in die Angelegenheit hätte einmischen dürfen und er somit kein Ersatzticket mehr für das Vogelzählungsprojekt erhalten würde.

## Erstbeschreibungen durch Gerhard Nikolaus
Nikolaus beschrieb für die Wissenschaft einige neue Unterarten. Dabei publizierte er auch gemeinsam mit John Sidney Ash, David John Pearson und Peter Robert Colston. Zu den Unterarten gehören chronologisch unter anderem.:
- Nataldrossel (Geokichla guttata maxis Nikolaus, 1982)
- Teichrohrsänger (Acrocephalus scirpaceus avicenniae Ash, Pearson, Nikolaus & Colston, 1989)

## Dedikationsnamen
Renate van den Elzen und Claus König beschrieben 1983 die Senegalbrillenvogel-Unterart Zosterops senegalensis gerhardi, die sie zu Nikolaus’ Ehren benannten. 1978 widmeten ihm Fritz Dieterlen und Hans Rupp den wissenschaftlichen Namen der Riesenklettermaus (Megadendromus nikolausi). Seine Frau Marlies Minna (geb. Raguschat) wurde im wissenschaftlichen Namen der Äthiopien-Akazienmaus (Grammomys minnae) bedacht.

## Publikationen (Auswahl)
- Notes on some birds new to South Sudan. In: Scopus: Journal of East African Ornithology. Band 3, Nr. 3, 1979, S. 68–73 (biodiversitylibrary.org).
- The first record of the Basra reed warbler in the Sudan. In: Scopus: Journal of East African Ornithology. Band 3, Nr. 5, 1979, S. 103–104 (biodiversitylibrary.org).
- An experiment to attract migrating birds with car headlights in the Chyulu Hills, Kenya. In: Scopus: Journal of East African Ornithology. Band 4, Nr. 2, 1980, S. 45–46 (biodiversitylibrary.org).
- Palearctic migrants new to the North Sudan. In: Scopus: Journal of East African Ornithology. Band 5, Nr. 3, 1981, S. 121–124 (biodiversitylibrary.org).
- Further notes on some birds new to South Sudan. In: Scopus: Journal of East African Ornithology. Band 6, Nr. 1, 1982, S. 1–4 (biodiversitylibrary.org).
- A new race of the Spotted Ground Thrush Turdus fischeri from South Sudan. In: Bulletin of the British Ornithologists’ Club. Band 102, Nr. 2, 1982, S. 45–47 (biodiversitylibrary.org).
- An important passerine ringing site near the Sudan Red Sea coast. In: Scopus: Journal of East African Ornithology. Band 7, Nr. 1, 1983, S. 15–18 (biodiversitylibrary.org).
- Attraction of nocturnal migrants to car headlights in the Sudan Red Sea hills. In: Scopus: Journal of East African Ornithology. Band 7, Nr. 1, 1983, S. 19–20 (biodiversitylibrary.org).
- Distinct status changes of certain Palaearctic migrants in the Sudan. In: Scopus: Journal of East African Ornithology. Band 8, Nr. 2, 1984, S. 36–38 (biodiversitylibrary.org).
- Large numbers of birds killed by electric power line. In: Scopus: Journal of East African Ornithology. Band 8, Nr. 2, 1984, S. 42 (biodiversitylibrary.org).
- Further notes on birds new or little known in the Sudan. In: Scopus: Journal of East African Ornithology. Band 8, Nr. 2, 1984, S. 38–42 (biodiversitylibrary.org).
- Lanius excubitor 'jebelmarrae'. In: Bulletin of the British Ornithologists’ Club. Band 104, Nr. 4, 1984, S. 147 (biodiversitylibrary.org).
- in Günter Schmid, Max Bloesch: Bemühungen um den Schutz des Weißstorchs im Sudan. In: Referate und Beiträge. Artenschutzsymposium Weißstorch des Deutschen Bundes für Vogelschutz. Max Bloesch zum 75. Geburtstag gewidmet. In: Veröffentlichungen für Naturschutz und Landschaftspflege in Baden-Württemberg. Band 43, Beiheft, 1986, S. 347–348.
- Distribution Atlas of Sudan’s Birds – with notes on Habitat and Status. In: Bonner zoologische Monographien. Band 25, 1987, S. 1–322 (zobodat.at [PDF]).
- mit John Sidney Ash, David John Pearson, Peter Robert Colston: The mangrove reed warblers of the Red Sea and Gulf of Aden coasts, with description of a new subspecies of the African reed warbler Acrocephalus baeticatus. In: Bulletin of the British Ornithologists’ Club. Band 108, Nr. 1, 1989, S. 36–42 (biodiversitylibrary.org).
- mit Norbert Kempf: An 11-year old Mongolian sandplover Charadrius mongolus wintering on the Kenya coast. In: Scopus: Journal of East African Ornithology. Band 13, Nr. 2, 1989, S. 119 (biodiversitylibrary.org).
- mit John Sidney Ash: Birds of South Sudan. In: Scopus: Journal of East African Ornithology. Special Supplement, Nr. 3, 1989, S. 1–124 (biodiversitylibrary.org).
- Shrikes, Laniidae, feeding on marsh warblers Acrocephalus palustris during migration. In: Scopus: Journal of East African Ornithology. Band 14, Nr. 1, 1990, S. 26–28 (biodiversitylibrary.org).
- Some observations on dunlin Calidris alpina wintering in the Sudan. In: Scopus: Journal of East African Ornithology. Band 15, Nr. 2, 1990, S. 124–127 (biodiversitylibrary.org).
- mit John Sidney Ash: Desert Sparrows Passer simplex in the Sudan. In: Bulletin of the British Ornithologists’ Club. Band 111, Nr. 4, 1991, S. 237–239 (biodiversitylibrary.org).
- mit John Sidney Ash: Birds in the hot season along the Nile in the Sudanese eastern Sahara. In: Scopus: Journal of East African Ornithology. Band 15, Nr. 3, 1992, S. 22–28 (biodiversitylibrary.org).
- Palaearctic cattle egret Bubulcus ibis wintering in tropical Africa – the first ringing recovery. In: Scopus: Journal of East African Ornithology. Band 15, Nr. 2, 1992, S. 135–136 (biodiversitylibrary.org).
- mit Rainer Hutterer, Fritz Dieterlen: Small mammals from forest islands of eastern Nigeria and adjacent Cameroon, with systematical and biogeographical notes. In: Bonner zoologische Beiträge. Band 43, Nr. 2, Oktober 1992, S. 393–414 (biodiversitylibrary.org).
- Fritz Dieterlen, Hendrik Turni & Kathrin Marquart: Type specimens of mammals in the collection of the Museum of Natural History Stuttgart. In: Stuttgarter Beiträge zur Naturkunde A (= Neue Serie. Band 6). 2013, S. 291–303 (naturkundemuseum-bw.de [PDF]).
- Deichgeschichte von Land Wursten – Ein Rundgang durch das Niedersächsische Deichmuseum in Dorum. Zweckverband Landesstube Alten Landes Wursten, Dorum 2000, ISBN 978-0-7136-8673-9.
- The birds of the Parc National du Haut Niger, Guinea. In: Malimbus. Band 22, Nr. 1, 2000, S. 1–22 (malimbus.org [PDF]).
- Partial winter primary moult in Chiffchaffs Phylloscopus collybita. In: Ringing & Migration. Band 20, Nr. 1, 2000, S. 31–33 (tandfonline.com [PDF]).
- Bird exploitation for traditional medicine in Nigeria. In: Malimbus. Band 23, Nr. 1, 2001, S. 45–55 (malimbus.org [PDF]).
- mit Stefan Ziegler, Rainer Hutterer: High mammalian diversity in the newly established National Park of Upper Niger, Republic of Guinea. In: Oryx. Band 36, Nr. 1, 2002, S. 73–80, doi:10.1017/S003060530200011X.
- Where have the African vultures gone? In: Vulture news. Band 55, 2006, S. 65–67.
- mit Elizabeth Yohannes, Herbert Biebach, David J. Pearson: Passerine migration strategies and body mass variation along geographic sectors across East Africa, the Middle East and the Arabian Peninsula. In: Journal of Ornithology. Band 150, Nr. 2, 2008, S. 369–381, doi:10.1007/s10336-008-0357-z.
- mit Elizabeth Yohannes, Herbert Biebach, David J. Pearson: Migration speeds among eleven species of long‐distance migrating passerines across Europe, the desert and eastern Africa. In: Journal of Avian Biology. Band 40, Nr. 2, 2009, S. 126–134, doi:10.1111/j.1600-048X.2008.04403.x.
- in Karl-Ludwig Schuchmann: The fetish culture in West Africa: an ancient tradition as a threat to endangered bird life? in Tropical Vertebrates in a Changing World. In: Bonner zoologische Monographien. Band 57, 2011, S. 145–150 (biodiversitylibrary.org).
- mit Franziska Hillig, Rolf Nagel, Klaus-Michael Exo: A method of preventing small satellite transmitters from being shaded by feathers. In: Wader Study Group Bulletin. Band 119, Nr. 2, 2012, S. 137–139 (waderstudygroup.org [PDF]).
- mit David J. Pearson, Herbert Biebach, Elizabeth Yohannes: Spring weights of some Palaearctic passerines in Ethiopia and Kenya: evidence for important migration staging areas in eastern Ethiopia. In: Scopus: Journal of East African Ornithology. Band 33, 2014, S. 45–52, doi:10.1007/s10336-008-0357-z.
- mit Klaus-Michael Exo, Franz Bairlein, Franziska Hillig, Peter Südbeck: Zugstrategien im niedersächsischen Wattenmeer rastender Kiebitzregenpfeifer. In: Jahresbericht Institut Vogelforschung. Band 11, 2014, S. 5 (ifv-vogelwarte.de [PDF]).
- mit Jens Hering, Stefan Fischer, Olaf Geiter, Hans-Jürgen Eilts, Elmar Fuchs, Heidi Hering, Mohamed Habib, Mathias Mähler, Mary Megalli, Carlotta Scholz, Stefan Siegel, Andreas Siegmund, Martin Winter: Ein weißer Fleck bekommt Farbe: Der Nassersee in Ägypten. In: Der Falke Journal für Vogelbeobachter. Band 65, Nr. 12, 2018, S. 8–14 (researchgate.net [PDF]).
- mit Heiner Kuhl, Carolina Frankl-Vilches, Antje Bakker, Gerald Mayr, Stefan T. Börno, Sven Klages, Bernd Timmermann, Manfred Gahr: An Unbiased Molecular Approach Using 3′-UTRs Resolves the Avian Family-Level Tree of Life. In: Bonner zoologische Beiträge. Band 38, Nr. 1, 2021, S. 108–127, doi:10.1093/molbev/msaa191.